# Artxil de Kakhètia
Artxil I de Kakhètia el Màrtir (en georgià : არჩილი) dit també el Sant fou un príncep de Kakhètia de la dinastia dels cosròides. Segons la Crònica georgiana, va regnar 50 anys. L'any de la seva mort s'ha fixat el 744/748 (data tradicional), o el 786 segons la cronologia rectificada de Cyril Toumanoff. Sant catòlic i ortodox, és celebrat el 21 de juny.

## Regne
Artxil, fill segon del príncep Esteve II de Kakhètia (685-736), va succeir al seu germà gran Mihr o Mirian en el principat de Kakhètia sobre el qual regnava la seva família des de l'abolició de la monarquia a Ibèria el 580. La Crònica georgiana li assigna un regnat de 50 anys.
El llarg regnat d'Artxil fou globalment plàcid. El nou príncep, després d'haver convocat tots els eristavis de Geòrgia, organitza les unions matrimonials de les seves set nebodes, filles del rei Mirian de Kakhètia, amb prínceps locals.
Segons la Crònica georgiana, va crear feus a Kakhètia pels nobles de la seva cort, va fer construir l'església de Sadzmor, i va acollir els prínceps bagràtides armenis exiliats a Geòrgia després de la batalla de Bagrevand.
Els musulmans, que no havien tornat a Geòrgia des de l'expedició de Morvan i s'acontentaven de recaptar tributs dels eristavis locals, decidiren un dia d'organitzar una expedició de pillatge al país. Un emir enviat pel califa « Musa fill de Madhi » de fet Al-Hâdi Musa ben al-Mahdî, nomenat per la Crònica georgiana « Dxidxum-Asim », de fet Khuzaima ibn Khazin, després d'haver devastat Kartli va decidir destrossar la Kakhètia.
Artxil va considerar que el seu país no tenia possibilitat de resistir i es va presentar davant el invasor per demanar la pau, reclamar la seva protecció, el respecte de les esglésies i l'abstenció de mesures violentes amb la finalitat d'obtenir l'abandó de la fe dels cristians. L'emir, encantat per les boniques maneres del rei, va acceptar donar-li satisfacció després d'alguns dies de reflexions, si es comprometia a fer apostasia i a esdevenir musulmà. El rei va refusar i l'emir llavors va fer empresonar a Artxil.
Un mthawar gardanià convertit a l'islam, del qual els homicides de l'oncle patern havien rebut l'asil d'Artxil, va decidir llavors venjar-se del príncep. Es va presentar davant Dxidxum Vakhtang I li va revelar que Artxil era el descendent del gran rei Vakhtang I Cap de Llop d'Ibèria, que era de la sang de Mirian, fill de Kasré, i que coneixia el lloc pel que l'emperador grec Heracli havia amagat, mentre estava travessant Ibèria, una part dels tresors resultants del pillatge de la Pèrsia sassànide després de la seva victòria de 627 sobre Khosro ii (Còsroes II). Interrogat per l'emir, Artxil va declarar que aquests tresors havien estat transferits sota la protecció dels grecs a Abkhàzia quan « Déu va humiliar els musulmans per la derrota de l'emir Mervan ». Furiós, Dxidxum llavors va fer decapitar a Artxil. El cos del rei Artxil fou rescatat i inhumat en una església construïda per ell mateix. El rei màrtir fou a continuació declarat sant per l'església ortodoxa georgiana, i la seva festa va quedar fixada el 21 de juny (que l'Església de Geòrgia cèlebre segons el calendari julià).

## Cronologia
La cronologia del regna d'Artxil I el Sant descansa sobre la determinació de la data del seu martiri lligada a la cronologia estimada per les expedicions musulmanes a Geòrgia.
Des del segle XIX, Marie-Felicité Brosset va posar en relleu «l'anacronisme enorme comés pel príncep historiador Vakhust Bagratuní relatiu a la vinguda l'any 740 de Murwan Qrou Ibn Mohamed (fils de la germana de Mahoma (sic) a Geòrgia) » i subratlla que sobre la base d'un regnat de 50 anys per Artxil, s'arribaria fàcilment l'any 784 on, seguint l'historiador armeni Ghevond, « el Khalife Musa fill de Madhi va fer matar cruelement al príncep de Geòrgia ». Brosset comprova igualment que l'acceptació d'aquesta data implica trastocar tota la cronologia georgiana abans dels regnes de Mirian de Kakhètia i d'Artxil, posada al dia que de moment va refusar d'efectuar.
Cyrille Toumanoff, estimant aquests mateixos arguments decisius i comprovant per altra banda que el patriarca Antoni, en el tercer discurs del Martyrica, posava la vinguda de l'emir Dxidxum en el cinquantè any del rei Artxil que va regnar cinquanta anys, i que el regna del Khalife Musa fill de Madhi no havia durat més que un any de 785 a 786, no vacil·la pas a rectificar la cronologia sobre aquestes bases.

## Família i descendència
Segons la Crònica georgiana, el rei Artxil es va casar amb la filla del curopalata Guaram III} príncep de Calarzène-Javakhètia i príncep primat d'Ibèria de 693 a 748, « de la casa del fills de Vakhtang I Cap de Llop I i de la seva esposa grega » i va tenir almenys sis fills:
- Joan de Kakhètia
- Gurandukht ;
- Mariam ;
- Xuxan o Susana, morta cap al 799/800.
- Mirandukht ;
- Juansxer de Kakhètia ;